# Хајнкел HD-37
Хајнкел HD 37 или ЦКБ И-7 (рус. ЦКБ И-7) је совјетско-немачки ловачки авион који је дизајниран заједнички од ЦКБ и фирме Хајнкел. Први лет авиона је извршен 1928. године. 

Практична највећа висина током лета је износила 7200 метара а брзина успињања 59 метара у минути. Празан авион је имао масу од 1419 килограма. Нормална полетна маса износила је око 1792 килограма.

## Наоружање
| Наоружање авиона: Хајнкел или ЦКБ И-7 |            |
| Ватрено (стрељачко) наоружање         |            |
| Топ                                   |            |
| Митраљез                              |            |
| Број и ознака митраљеза               | 2 ПВ-1     |
| Калибар                               | 7,62       |
| Бомбардерско наоружање (бомбе)        |            |
| Класичне авио бомбе                   | лаке бомбе |
| Ракетно наоружање (ракете)            |            |